# Ceratocystis coerulescens
Ceratocystis coerulescens är en svampart som först beskrevs av Münch, och fick sitt nu gällande namn av B.K. Bakshi 1950. Enligt Catalogue of Life ingår Ceratocystis coerulescens i släktet Ceratocystis,  och familjen Ceratocystidaceae, men enligt Dyntaxa är tillhörigheten istället släktet Ceratocystis,  och ordningen Microascales. Arten är reproducerande i Sverige. Utöver nominatformen finns också underarten douglasii.